# Copa Árabe Sub-20 2014
La Copa Árabe Sub-20 2014 sería la tercera edición de la Copa Árabe Sub-20. El torneo sería organizado por Catar y estaba previsto que se jugara entre el 2 y el 15 de junio de 2014, sin embargo debido a la Copa Mundial de fútbol de 2014, se informó a una fecha entre el 25 de diciembre de 2014 y el 5 de enero de 2015. Y finalmente, fue definitivamente cancelado por la Unión de Asociaciones de fútbol árabes.
El sorteo del torneo tuvo lugar el 29 de abril de 2014 en Doha, Catar.

## Participantes
| - Yibuti - Irak - Libia - Mauritania | - Catar (anfitrión) - Arabia Saudita - Sudán - Túnez (campeón defensor) |